# Дринкер
Дринкер (лат. Drinker) — род растительноядных орнитоподовых динозавров, живших в поздней юре на территории Северной Америки. Типовой и единственный вид Drinker nisti назван и описан Робертом Бэккером и коллегами в 1990 году. Родовое имя дано в честь знаменитого палеонтолога Эдварда Дринкера Копа. Ирония в том, что Коп вёл «Костяные войны» с конкурентом Отниэлом Чарлзом Маршем за то, кто найдёт и опишет больше всех видов динозавров. Найденный в 1977 году динозавр, названный Othnielia (сейчас Othnielosaurus) в честь Марша оказался очень близок к дринкеру по родству. Видовое имя дано по первым буквам названия Национального института стандартов и технологий (the National Institute of Standards and Technology — NIST).

## История исследования
Голотип CPS 106 был обнаружен Siegwarth и Filla в верхних слоях формации Моррисон, датированных средним титоном юры (около 150 млн лет назад), штат Вайоминг, США. Включает частичный скелет полувзрослой особи: частичные челюсти, позвонки и частичные конечности. Многочисленные отдельные образцы, включающие в основном позвонки, зубы и останки задних конечностей, обнаруженные там же в том же слое были определены, как относящиеся к дринкеру. С 1990 года было очень мало публикаций, посвящённых динозавру, несмотря на имеющийся достаточно хороший материал для изучения.

## Описание
Дринкер был относительно небольшим, длиной до 2 м и массой до 10, возможно, до 20 кг, двуногим динозавром с короткими передними конечностями, маленькой головой, длинными и сильными задними конечностями.

## Филогения
Дринкер оказался очень тесно связанным с Othnielosaurus, даже иногда рассматривался, как его синоним, но, похоже, это всё-таки отдельный род. Первоначально был описан, как представитель семейства гипсилофодонтид. После признания гипсилофодонтид неестественной группой и их роспуска, дринкер получил статус базального эуорнитопода.